# Goniocera montium
Goniocera montium là một loài ruồi trong họ Tachinidae.